# مالكولم مكلارين
مالكولم مكلارين (بالإنجليزية: Malcolm McLaren) (و. 1946 – 2010 م) هو مغن، وكاتب سيناريو من المملكة المتحدة . ولد في كلافام .

## التعليم
تعلم في كلية جولدسميث, جامعة لندن.

## روابط خارجية
- مالكولم مكلارين على موقع IMDb (الإنجليزية)
- مالكولم مكلارين على موقع الموسوعة البريطانية (الإنجليزية)
- مالكولم مكلارين على موقع ألو سيني (الفرنسية)
- مالكولم مكلارين على موقع ميوزك برينز (الإنجليزية)
- مالكولم مكلارين على موقع أول موفي (الإنجليزية)
- مالكولم مكلارين على موقع قاعدة بيانات الأفلام السويدية (السويدية)
- مالكولم مكلارين على موقع إن إن دي بي (الإنجليزية)
- مالكولم مكلارين على موقع أول ميوزيك (الإنجليزية)
- مالكولم مكلارين على موقع ديسكوغز (الإنجليزية)
- مالكولم مكلارين على موقع قاعدة بيانات الفيلم (الإنجليزية)